# What's a Nice Girl Like You Doing in a Place Like This?

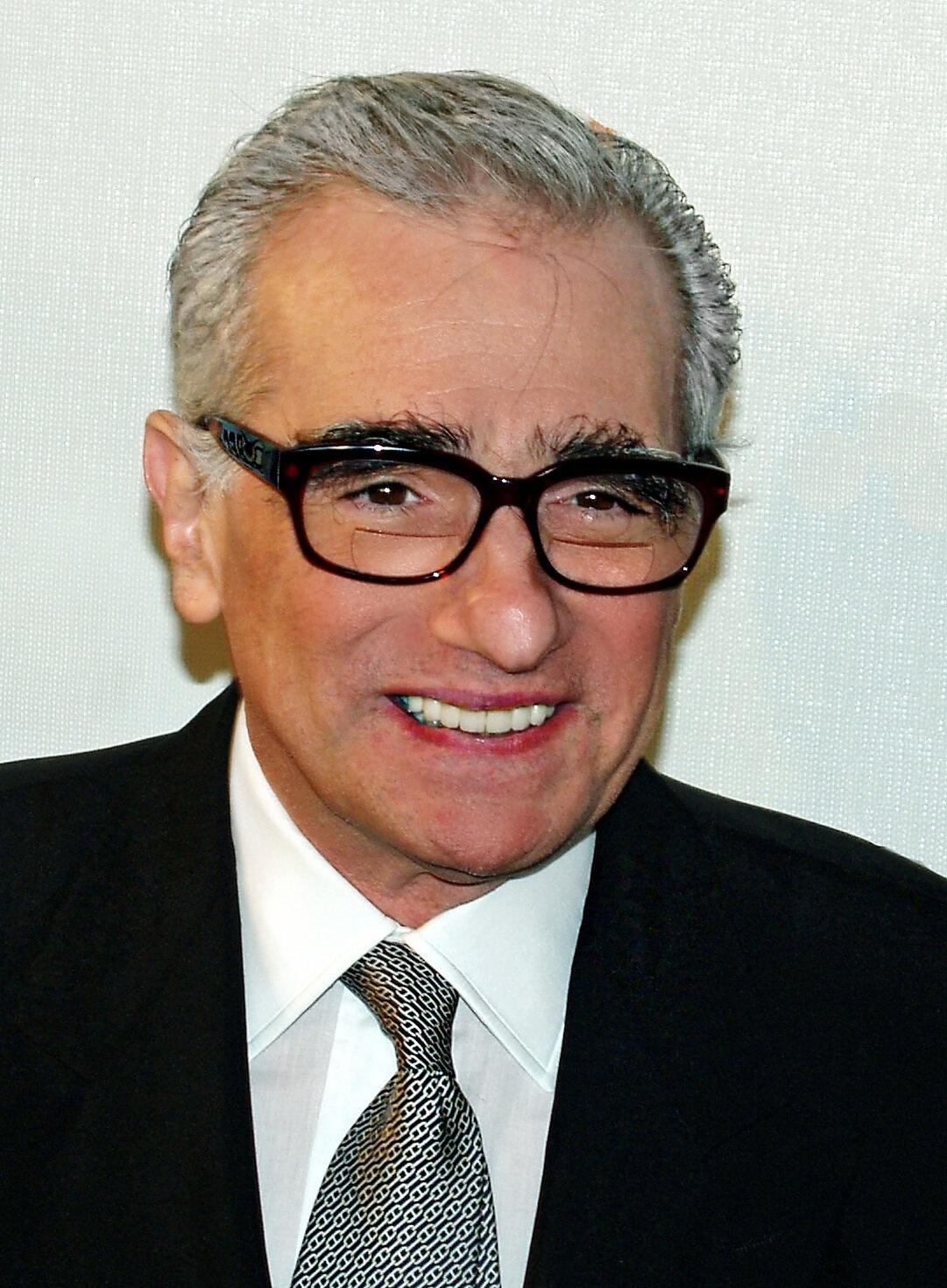
Martin Scorsese, diretor do filme.

What's a Nice Girl Like You Doing in a Place Like This? é um filme de curta-metragem que Martin Scorsese criou em 1963, quando ainda era estudante da Tisch School of the Arts da Universidade de Nova Iorque. É uma comédia.

## Produção
O curta foi feito durante o seminário de verão da New York University. Consiste em nove minutos realizados através de imagens estáticas, animações e efeitos especiais acompanhados por uma dublagem. A história é inspirada nas obras de televisão de Mel Brooks e Sid Caesar.
O homem da pintura é interpretado pelo próprio Scorsese, não creditado nos títulos do curta.

## Sinopse
O filme é sobre um escritor que fica obcecado com um quadro que ele tem em sua parede.